# Acontia seminigra
Acontia seminigra är en fjärilsart som beskrevs av Hans Rebel 1948. Acontia seminigra ingår i släktet Acontia och familjen nattflyn. Inga underarter finns listade i Catalogue of Life.